# Tourbière de Jemnaufaing
Tourbière de Jemnaufaing este o arie protejată (sit de importanță comunitară — SCI) din Franța întinsă pe o suprafață de 10 ha, integral pe uscat.

## Localizare
Centrul sitului Tourbière de Jemnaufaing este situat la coordonatele 48°00′12″N 6°49′33″E / 48.00333°N 6.82583°E.

## Înființare
Situl Tourbière de Jemnaufaing a fost declarat arie specială de conservare în baza directivei 92/43 din 1992 referitoare la conservarea habitatelor naturale și a faunei și florei sălbatice pentru a proteja un număr necunoscut de specii din flora spontană și fauna sălbatică aflate în arealul zonei.

## Biodiversitate
Situată în ecoregiunea continentală, aria protejată conține 3 habitate naturale: Depresiuni pe substraturi de turbă de Rhynchosporion, Turbării active, Mlaștini oligotrofe degradate, capabile încă de regenerare naturală.
La baza desemnării sitului se află un număr nedeclarat de specii protejate.
Pe lângă speciile protejate, pe teritoriul sitului au mai fost identificate 8 specii de plante, 2 specii de păsări, 2 specii de amfibieni, 3 specii de nevertebrate, 1 specie de reptile.